# 전륜구동

전륜구동 차의 모습

전륜구동(前輪驅動, 영어: Front Wheel Drive, FWD) 또는 전륜굴림 혹은 앞바퀴굴림은 엔진에서 앞바퀴로 동력을 전달하는 방식이다. 
주로 엔진을 앞에 배치하여 앞바퀴를 굴리는 방식인 FF(Front engine Front drive)가 이용되어 전륜구동과 같은 의미로 사용되고 있지만, 매우 드문 사례로 미드십 엔진 전륜구동(MF) 방식 자동차도 있다. 
현재 대한민국의 경우, 대형차하고 스포츠카를 제외하면 모든 승용차에 전륜구동 방식이 단골로 적용된다. 
엔진은 대부분 가로로 배치하나, 일부 전륜구동 자동차는 엔진을 세로로 배치하기도 한다.

## 설명
다른 구동 방식에 비해 부품이 적게 들어가는데다, 자동차의 무게가 가벼워져 연비가 우수하며, 유지·보수 비용도 절감된다. 
따라서 국내외에서 생산되는 승용차 중 일부 대형 승용차(체어맨, 제네시스, 포텐샤, 엔터프라이즈, 에쿠스 등)를 제외한 거의 모든 승용차에 단골로 적용되고 있다. 
후륜구동, 4륜구동 방식하고 비교해보면 등판능력(낮은 접촉 저항에서의 운행 능력)의 차이인데, 4륜구동 > 전륜구동 > 후륜구동 순서로 47:10:7 정도로 급한 경사면을 오를 수 있다.

## 특징
| - 프로펠러 샤프트(Propeller Shaft) 즉, 추진축 터널이 필요없으므로 구동력의 전달 거리가 짧고 차량의 무게를 줄일 수 있다. - 연비가 우수하여 유지비용 부담이 적다. 따라서 친환경 차량에 채택되기도 한다. - 트랙션 성능, 온·오프로드 양쪽 모두에서의 높은 안정성 등을 만족시키기 위한 서스펜션(현가장치) 설계가 용이하다. - 차종별로 시뮬레이션이나 실험에 드는 시간하고 비용이 절감된다. - 엔진 룸의 크기를 작게 할 수 있으며, 엔진하고 변속기가 온전히 엔진룸 내부에 일체형으로 되어 있어서 정비가 용이하다. - 다른구동 방식에 비해 부품이 적게 들어감으로써 생산 단가가 절감되며, 차량 가격도 저렴하다. - 실내 공간, 화물적재 공간을 넓게 만들 수 있다. - 연료탱크 용량을 늘리는 것도 가능하며, 차종 변경도 용이하다. - 엔진을 가로 방향으로 설치할 경우, 종감속장치(스퍼 기어)가 단순해지고, 프론트-오버행(Front Overhang)의 길이를 줄일 수 있다. - 차실하부의 유효공간을 크게 할 수 있으며, 연료 탱크의 용량을 늘리는 것도 가능하다. - 하중이 전륜에 많이 걸리기 때문에 직진 안정성이 우수하며, 바람의 영향을 잘 받지 않는다. - 모듈화에 의하여 국내외에서 생산되는 경차를 포함한 거의 모든 승용차에 적용되며, 그에 따라 많은 실험 결과를 얻을 수 있어 연구 개발 기간 단축이 가능하다. - 차량 견인이 수월하다(사이드 브레이크만 해체하면 뒷바퀴를 지면에 접지한 상태에서 견인 가능). | - 구동축 쪽의 구조, 특히 서스펜션(Suspension) 구조가 복잡하다. - 앞바퀴가 독립 현가방식이라 자유롭게 움직이는 드라이브 샤프트가 필요하다. - 조향(操向·자동차 따위의 달리는 방향을 조종하는 것), 구동(驅動·동력을 가하여 움직이는 것) 기능을 앞바퀴가 모두 감당해야 하기 때문에 성능이 우수한 항속(恒速) 조인트를 사용해야 한다. - 고속 선회시 언더스티어링(Understeering) 현상이 발생할 수 있다. - 방향 전환을 할 때 미끄러지기 쉽다. - 사이즈가 큰 엔진을 가로로 배치하기 어렵다. 따라서 다기통 엔진에 대응이 곤란하다. 즉, 다기통 엔진은 자연히 엔진을 세로로 배치해서 후륜구동으로 만들 수밖에 없다. - 직렬 6기통 엔진의 경우 가로배치용으로 만들려면, 실린더 간격을 최소화해야 가능하기 때문에 내구성 또한 보장할 수 없다. - 언덕길, 눈길, 빙판길, 비포장 도로에서의 발진성능이 다른 구동방식보다 현저하게 떨어진다. - 구조상 차랑 앞부분에 많은 하중이 쏠리기 때문에 효율적인 중량 배분이 어려우며, 급제동에 취약하다. - 스티어링 휠 조작에 어려움이 많으며, 회전 반경이 크다. 따라서 드리프트 주행(Drift)이 어렵다. - 전륜 타이어의 편마모가 심하다(차량 특성상, 전후륜 타이어의 위치를 자주 변경해줘야 함). - 가속 시 무게중심이 뒤로 빠지면서 구동축의 접지력이 떨어지기 때문에 오버행(Overhang)(전륜 앞쪽부터 범퍼 끝까지의 길이)을 짧게 할 수 없다. - 피쉬테일(Fishtailing)이라든가, 토크 스티어(Torque Steer) 현상이 발생할 수 있다. 그 까닭은 프로펠러 샤프트(Propeller shaft)가 한쪽으로만 쏠려 있어서 드라이브 샤프트(Drive Shaft)하고, 파이널 드라이브(Final Drive)의 좌우 길이가 서로 다르기 때문에 발생하는 현상이다. |

## 같이 보기
- 후륜구동
- 4륜구동